# توکای خندان راه‌راه
توکای خندان راه‌راه (نام علمی: Grammatoptila striatus)، پرنده گنجشک‌سان از خانواده توکایان خندان است. زمانی در سردهٔ Garrulax قرار داشت اما پس از انتشار یک مطالعه جامع دربارهٔ تبارزایی مولکولی در سال ۲۰۱۸، به عنوان تنها گونه در سردهٔ بازسازی‌شده Grammatoptila منتقل شد.
در نواحی معتدل شمالی شبه‌قاره هند یافت می‌شود و در سراسر بوتان، هند، میانمار، تبت و نپال جای دارد. زیستگاه طبیعی آن جنگل‌های دشت نمناک نیمه‌گرمسیری یا گرمسیری و جنگل‌های کوهستانی نمناک نیمه‌گرمسیری یا گرمسیری است.